# La ragazza del secolo
La ragazza del secolo (It Should Happen to You) è un film del 1954 diretto da George Cukor che vede protagonisti Judy Holliday, Peter Lawford e Jack Lemmon, quest'ultimo al debutto sul grande schermo.

## Trama
Una modella, Gladys Glover, trovatasi improvvisamente disoccupata, ha un'idea geniale: affitta un cartellone pubblicitario su uno degli angoli più frequentati della città, cartellone su cui fa scrivere solo il proprio nome. La pubblicità che ne consegue e la curiosità che suscita quel nome sconosciuto sui passanti, la fanno diventare all'improvviso famosissima.

## Produzione
Il film fu prodotto dalla Columbia Pictures Corporation.

## Distribuzione
Distribuito dalla Columbia Pictures, il film fu presentato in prima a New York il 15 gennaio 1954, uscendo poi nelle altre sale cinematografiche statunitensi a partire dal 18 gennaio.

### Critica
Un Jack Lemmon giovanissimo alla sua prima apparizione interpreta un vicino di casa che si innamora di Judy Holliday e la mette in guardia da una notorietà facile ed effimera. La Holliday è strepitosa soprattutto nella prima parte della pellicola, quella più graffiante e pungente verso la società americana di allora.